# Gullfoss

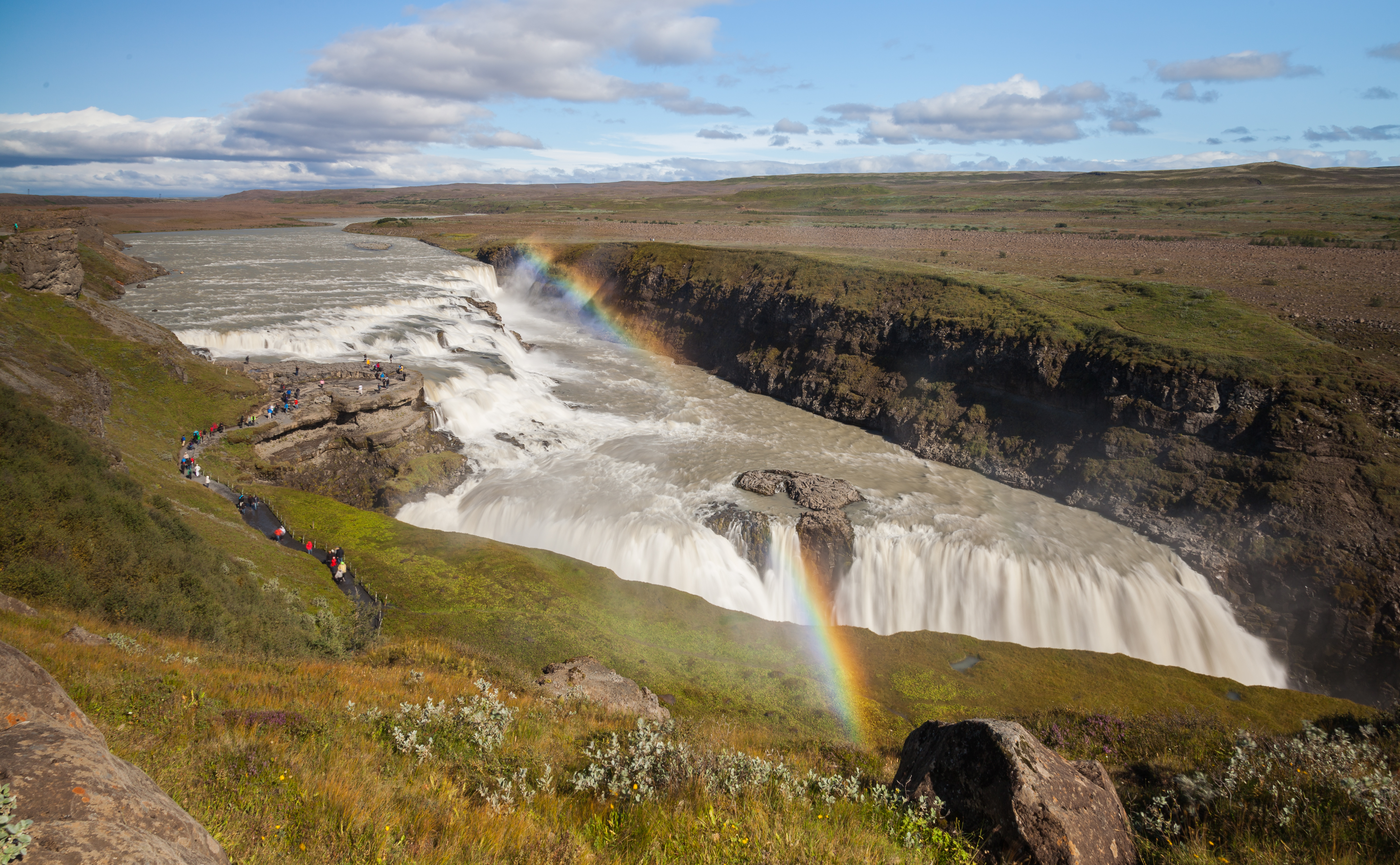
Cascada Gullfoss

Gullfoss (în română: Cascada aurie) este o cascadă localizată în canionul râului Hvítá, din sudul Islandei. 
Gullfoss este una dintre cele mai populare atracții turistice din Islanda. 